# Carawine Pool
Der Carawine Pool ist ein See im Nordwesten des australischen Bundesstaates Western Australia. 
Der See liegt im Verlauf des Oakover River an der Einmündung des Carawine Creek.